# Hewland
Hewland es una empresa de ingeniería británica fundada en 1957 por Mike Hewland, especializada en cajas de cambios para coches de carreras. Empleaba a 130 personas (año 2020) en sus instalaciones de Maidenhead, y se ha diversificado en una gran variedad de mercados, siendo particularmente exitosa en la producción de transmisiones de vehículos eléctricos.
Suministra componentes para la Fórmula 1, Fórmula E, DTM, LMP, Rallycross, Prototype y GT Sportscar.

## Historia
Mike Hewland dirigía una pequeña empresa de ingeniería en Maidenhead (Reino Unido), especializada en la mecanización de engranajes. En 1959, Bob Gibson-Jarvie, el jefe de mecánicos de la escudería UDT Laystall equipada con coches Cooper F2, buscó la ayuda de Hewland cuando surgieron problemas en la caja de cambios. El resultado de esta solicitud fue el diseño y la fabricación de seis exitosas cajas de cambios en 1959, lo que permitió a Hewland introducirse en este negocio.
El primer transeje que produjo, el Hewland Mk.I de 1960, fue una modificación menor del transeje de 4 velocidades del Volkswagen Beetle usado al revés, con placas laterales de carcasa de diferencial hechas a medida para el motor intermedio Lola Mk.III (John Young afinó el árbol de levas del motor Ford 105E 997cc) construido según las nuevas reglas de la Fórmula Junior (motor de 1 litro con un peso mínimo de 360 kg, o de 1,1 litros con un peso mínimo de 400 kg) en 1961. El Hewland Mk.II era un transeje de 4 velocidades similar, con más modificaciones para el monoplaza Elva con motor Coventry Climax Mk.VI de 1,1 litros construido también a partir de 1961.
El Hewland Mk.III de 1962 se convirtió en el primer producto para el público, que utilizó la caja de aleación de magnesio del transeje del Volkswagen Escarabajo para albergar 5 pares de engranajes rectos de malla constante de corte recto hechos a medida con anillos de garra operados por horquillas de cambio fabricadas de latón. El eje del selector de marchas estaba ubicado en la carcasa de la nariz, sin modificar como en la configuración del Escarabajo, mirando hacia atrás en el extremo de la cola de la caja en la posición delantera-lateral-trasera en un automóvil de carreras con motor central. La eliminación de piezas sincronizadas proporcionó el espacio para un par adicional de engranajes para la 5.ª velocidad.
Este Mk.III se hizo muy popular para los coches de fórmula de pequeña cilindrada y los autos deportivos de carreras, y fue la base sobre la que se construyeron todos los productos posteriores.
El Mk.IV tenía la carcasa de la cola hecha por Hewland, con la varilla selectora ubicada en la posición inferior del lado derecho, mirando hacia adelante. Esto facilitó el diseño del varillaje de la palanca de cambios por parte de los fabricantes de chasis. Junto con su versión de alto par motor Mk.V, el modelo Mk.IV se convirtió en un éxito de ventas, colocando a Hewland en el inicio de su crecimiento.
El Mk.VI de 1965 fue una versión mejorada del Mk.IV, que estableció a Hewland como el fabricante de transejes de producción en serie dominante en el mercado de automóviles de carreras con motores intermedios de pequeña cilindrada, ayudado por ser el estándar de facto en la Serie Fórmula Ford recién nacida. Aunque los motores de la Fórmula Ford desplazaban 1,6 litros, la capacidad no fue un problema, ya que el tipo de 1.5 litros era para motores de carreras de mayor potencia en comparación con el propulsor de carburador único y la regulación de la relación de compresión de la fórmula.
Las ventajas de la serie fueron:
- La selección de engranajes de anillo de garra hizo que los cambios fueran extremadamente rápidos.
- La estructura que permitió cambiar las relaciones de transmisión en la 2.ª a la 5.ª velocidad sin quitar el transeje del vehículo o sin quitarlo del motor.
- El uso al revés permitió que los motores de carreras de cárter seco se montaran en la parte baja del chasis.
- Las marchas 3.ª, 4.ª y 5.ª tenían el mismo grosor y la misma distancia entre el eje de accionamiento y el motor, por lo que eran intercambiables.
- La carcasa Volkswagen de aleación de magnesio la hacía resistente y muy ligera.

Se afirmó que Hewland era la primera empresa que fabricaba cajas de cambios para coches de carreras, aunque Ferdinand Porsche había diseñado un transeje alojado en una caja de aleación de aluminio para coches de carreras con la configuración de motor central, y la compañía Horch lo construyó en 1933 como parte del Auto Union Tipo A.
Valerio Colotti había estado produciendo cajas de cambios para carreras antes de 1959, y su transeje para coches de carreras con motor intermedio debutó el 10 de mayo de 1959 en Gran Premio de Mónaco en un Behra-Porsche. El transeje Colotti T.32 de 5 velocidades, que pesaba menos de 35 kg, era utilizado por Rob Walker en 1960. Lotus Engineering fabricó un transeje en 1957 para el motor delantero Lotus 12 diseñado por Richard Ansdale y Harry Mundy, y esta caja de cambios/diferencial unitaria fue adoptada para el uso del motor central del Lotus 18, que debutó el 8 de abril de 1960.
Hewland dominó la escena de las carreras en las décadas de 1960, 70, 80 y 90, y todavía es una empresa líder en transmisiones de carreras con su enfoque ligeramente modificado hacia el trabajo de ingeniería personalizado para los fabricantes de vehículos. Además de los productos de transmisión manual tradicionales que cubren casi todas las clases de carreras y rally, Hewland ofrece componentes completos del sistema de transmisión semiautomática, incluidos actuadores de cambio, actuadores del acelerador, compresores, sensores de posición de cambio y sistemas de cambio con levas en el volante.

## Tipos de transeje
La siguiente es la lista de la gama de productos más pequeños, alojados en la carcasa de Volkswagen, a excepción del LD200.
| Tipo   | Año  | Clase     | Marchas | Peso   | Descripción |
| ------ | ---- | --------- | ------- | ------ | --- |
| Mk.I   | 1960 | 1500cc    | 4       | 72 lbs | Placas laterales personalizadas y ejes de salida de longitud desigual para Lola Mk.III                             |
| Mk.II  | 1961 | 1500cc    | 4       | 72 lbs | Personalizado para Elva Mk.VI, a partir de los engranajes y diferencial del VW Escarabajo                          |
| Mk.III | 1962 | 1500cc    | 5       | 70 lbs | Engranajes de cambio rápido Hewland, diferencial VW, palanca de cambios trasera                                    |
| Mk.IV  | 1963 | 1500cc    | 5       | 70 lbs | Diferencial GKN (Ford Zephyr), selector orientado hacia adelante en el lado derecho, anillo metaelástico           |
| Mk.V   | 1963 | 1600cc    | 5       | 75 lbs | Alto par, engranajes más gruesos y eje intermedio para Cosworth Mk.XII y XIII                                      |
| Mk.VI  | 1965 | 1500cc    | 5       | 75 lbs | Mk.IV mejorado para F3 y posterior FF. Accesorio de anillo metaelástico                                            |
| Mk.VII | 1968 | 1000cc    | 6       | 72 lbs | Versión de 6 velocidades de Mk.VI para F2 de 1 litro                                                               |
| Mk.8   | 1968 | 1500cc    | 5       | 70 lbs | Diferencial Hewland con rodamientos de rodillos cónicos, todos los cubos de engranajes acanalados al eje del piñón |
| Mk.9   | 1973 | 1500cc    | 5       | 70 lbs | Cojinete de eje de salida de doble hilera para semiejes Spicer, placas laterales para freno de disco interno       |
| LD200  | 1988 | 150 lb/ft | 5       | 63 lbs | Rediseño completo del Mk.9 alojado en una carcasa Hewland                                                          |

La capacidad de transmisión se mide por el par de salida máximo (no la potencia), que es el producto del par de entrada por la relación de reducción general. Sin embargo, como el par de salida es proporcional al par de entrada con relaciones típicas de reducción de engranajes y diferenciales, y como el par de entrada (par de salida del motor) es aproximadamente proporcional a la cilindrada del motor, Hewland solía indicar el tamaño máximo permitido del motor, y más adelante, el par de entrada máximo medido en Lbs/ft, como la guía de selección de un transeje.

La siguiente es la lista de la gama de productos más amplia hasta 1981.
| Tipo        | Año  | Clase     | Marchas | Peso    | Descripción |
| ----------- | ---- | --------- | ------- | ------- | --- |
| HD          | 1963 | 300 lb/ft | 4       | 85 lbs  | Hewland Design, carcasa a medida, alternativa ala del Citroën Traction Avant                                        |
| HD5         | 1963 | 200 lb/ft | 5       | 85 lbs  | Versión HD de 5 velocidades                                                                                         |
| LG          | 1966 | 600 lb/ft | 2       | 136 lbs | Caja de cambios grande para las 500 Millas de Indianápolis, con bomba de aceite interna                             |
| FT200       | 1966 | 200 lb/ft | 5       | 90 lbs  | Todo nuevo HD5, gran éxito de ventas                                                                                |
| LG500       | 1967 | 500 lb/ft | 4       | 136 lbs | LG, LSD o 'Power-Loc' de 4 velocidades para CanAm                                                                   |
| FG400       | 1968 | 280 lb/ft | 5       | 110 lbs | Engranajes FT con diferencial LG para el Cosworth DFV                                                               |
| LG600       | 1968 | 600 lb/ft | 5       | 145 lbs | LG500 de 5 velocidades, soporte de rodamiento más largo, para F5000 y CanAm                                         |
| DG300       | 1969 | 300 lb/ft | 5       | 117 lbs | Caja de cambios diferencial, con diferencial LG, bomba de aceite interna, para F1 y deportivos                      |
| LG2         | 1971 | 700 lb/ft | 2       | 138 lbs | Segunda generación del LG, para Indy                                                                                |
| LG Mk.II    | 1971 | 600 lb/ft | 4/5     | 140 lbs | Segunda generación del LG600, caja nueva, varilla selectora y diferencial                                           |
| DG300 Mk.II | 1972 | 300 lb/ft | 5       | 118 lbs | Segunda generación del DG300                                                                                        |
| FGA         | 1972 | 280 lb/ft | 5/6     | 110 lbs | Segunda generación del FG400, para DFV                                                                              |
| FGB         | 1978 | 260 lb/ft | 6       | 112 lbs | FGA de relación más baja, caja más grande para engranajes de mayor diámetro, para altas revoluciones de un turbo F1 |
| DGB         | 1981 | 440 lb/ft | 5       | 134 lbs | Versión de mayor par motor del DG300 Mk.II, carcasa reforzada, para coches deportivos de pruebas de resistencia     |
| VG          | 1981 | 600 lb/ft | 5       | 167 lbs | Versión de mayor par del DGB                                                                                        |

## ARV Super2
A partir de una propuesta de Richard Noble, Hewland fue persuadido de diseñar y construir el AE75, un motor aeronáutico de 75 caballos para el ARV Super2 de Noble, un avión ligero de dos plazas. Este motor, una unidad de dos tiempos refrigerada por agua con tres cilindros invertidos, ignición doble y una caja de cambios de reducción de 2.7:1, se desarrolló a partir del motor de ultraligero de dos cilindros existente de Hewland. El AE75 era muy ligero (pesaba tan solo 49 kg (108 lb)), contribuyendo así a la ligereza general del avión, de modo que el ARV Super2 pesaba un 40% menos que su competidor, el Cessna 152.

## Tandas en circuito
Hewland ha estado involucrada en varios coches de tanda en circuito. Los más notables son el Caparo T1 y el BAC Mono, ambos con cajas de cambios diseñadas y fabricadas por la empresa.

## Fórmula E
La empresa ha suministrado transmisiones a la parrilla completa de competidores en la serie de carreras de la Fórmula E desde sus comienzos. Actualmente, sigue siendo un proveedor clave de esta serie.

## Vehículos eléctricos
Hewland proporcionó una transmisión de alto par personalizada para el Buckeye Bullet 3, que actualmente tiene el récord de velocidad en tierra para un automóvil eléctrico, establecido en 341,4 millas por hora (549,4 km/h).

## Válvulas de camisa
En una entrevista de Charles Fox, en Car & Driver (de julio de 1974), M Hewland habló sobre su trabajo y el de su ingeniero jefe John Logan en un motor con válvula de camisa y un solo cilindro de 500 cc, proveniente de su experiencia dentro de un 'generador de trabajo móvil' en Bristol durante la Segunda Guerra Mundial, investigación dirigida a la Fórmula 1. Hewland afirmó haber obtenido 70-73 HP y 47.5 Lb.ft, con una economía de combustible de .45 lb/HP/Hr en la versión de carreras y de .39 en un motor de consumo optimizado. No se publicó más información sobre esta investigación de motores.